# Baissogyrus
Baissogyrus is een geslacht van kevers uit de familie schrijvertjes (Gyrinidae).
Het geslacht is voor het eerst wetenschappelijk beschreven in 1973 door Ponomarenko.

## Soorten
Het geslacht omvat de volgende soort:
- Baissogyrus savilovi Ponomarenko, 1973